# Nephrotoma hirsuticauda
Nephrotoma hirsuticauda is een tweevleugelige uit de familie langpootmuggen (Tipulidae). De soort komt voor in het Palearctisch gebied.